# 内田舞
内田 舞（うちだ まい、1982年 - ）は、日本出身の小児精神科医。ハーバード大学医学部准教授、マサチューセッツ総合病院小児うつ病センター長。

## 来歴
神奈川県横浜市出身。父は分子細胞生物学者、母は精神科医で、ともに大学教授。幼少期をアメリカ、日本、スイスで過ごす。2001年、東京学芸大学附属高等学校卒業（平井理央、中田敦彦は同級生）。2007年、北海道大学医学部卒業。2011年にイェール大学精神科研修修了し、日本人として史上最年少で米国臨床医となる。2013年、ハーバード大学医学大学院・マサチューセッツ総合病院小児精神科研修修了。2023年4月、アシスタント・プロフェッサー（Assistant Professor）から准教授（Associate Professor）に昇進。 
新型コロナウイルス感染症の世界的流行に際して、ワクチンに関する情報発信を行っている。アメリカでは好意的に受け取られたが、日本から寄せられたメッセージには「最悪の母親」「児童虐待」などといった中傷があった。その他、感染症に関する正確な医療情報を発信する「こびナビ」プロジェクトに幹事として参加した。

## 人物
アメリカに来て2年目の25歳の時にチェリストである夫と出会い、2013年に結婚。息子が3人いる。

## 著書

### 論文
- CiNii>内田舞

### 単著
- 『ソーシャルジャスティス 小児精神科医、社会を診る』（2023年4月20日、文春新書)ISBN 978-4-16-661406-6

### 共著
- 『天才たちの未来予測図』（2022年9月29日、高橋弘樹 編著 ，成田悠輔 、斎藤幸平 、小島武仁 著、マガジンハウス新書)ISBN 978-4838775095

## 出演

### テレビ番組
- あいつ今何してる？（2020年1月15日、テレビ朝日）[6]

### ネット番組
- 日経テレ東大学「まったりFUKABORI」、「まったりFUKABORI×２」、「クレイジーキャリア座談会」他（2022年3月15日- 、Youtube）

### ラジオ番組
- 高橋源一郎の飛ぶ教室（2023年9月8日）